# Tápiószőlős
Tápiószőlős község Pest vármegyében, a Ceglédi járásban.

## Fekvése
A legközelebbi várostól, Ceglédtől északra fekszik, közúton 15 km-re, a Cegléd–Nagykáta közti 311-es főúton érhető el. A falu központja, ahol a Polgármesteri Hivatal is található kb. 2 km-re van a helységtáblától. Földrajzilag a Gerje–Perje-sík része.

### Környező települések
Újszilvás, Tápiószele, Tápiószentmárton, Cegléd.

## Története
A település – amely több mint fél évszázada önállósult – területén az időszámítás és a honfoglalás előtt különböző nomád népek éltek: a szkíták, a szarmaták és az avarok a kedvező földrajzi környezet miatt telepedtek le.
Honfoglaló őseink ugyancsak tartósan megtelepedtek a környéken, hiszen a kistáj földrajzi környezete jól megfelelt életmódjukhoz. A honfoglalás után a kereszténység gyors térhódítását jelzi a falu területén megtalált három, valószínűleg a 12. századból való kőtemplom maradványa.
„1947-ben Tápiószelének „Halesz” nevű határrészéből „Tápióhalesz” néven községet alapítottak. E nevet 1948-ban, Tápiószőlősre változtatták.”
A település fő jelképe a szőlőtőke, amelyet a címer képletesen megjelenít, nem bizonyult időtállónak. Jelenleg a helyi ipar, illetve az ingázás biztosítja a megélhetést. A mezőgazdasági művelés ágazat jelentősége a korábbinak a töredékére csökkent.  Az ágazaton belül a szőlőművelés teljesen megszűnt, mára csak pár tucatnyira tehető a szőlő tőkék száma a faluban.
2016-ban két ízben rendezték meg a Vidéki Offline Játékok nevű e-sport rendezvényt.
Évente rendszeres programok várják a településre látogatókat, amelyek közül az egyik legismertebb a Tápiószőlősi Amatőr Fogathajtó Verseny, amelyet nyaranta rendeznek, s a környék egyik jelentős eseménye.

## Közélete

### Polgármesterei
- 1990–1994: Veres Mihály (független)[6]
- 1994–1998: Veres József (független)[7]
- 1998–2002: Veres József (független)[8]
- 2002–2006: Veres József (független)[9]
- 2006–2010: Lajtai Sándorné (független)[10]
- 2010–2014: Veres József László (független)[11]
- 2014–2019: Dr. Szoboszlay Árpád Károly (független)[12]
- 2019–2024: Dr. Szoboszlay Árpád (független)[13]
- 2024– : Dr. Szoboszlay Árpád Károly (független)[1]

## Népesség
A település népességének változása:
| Lakosok száma | 2928 | 2885 | 2792 | 2802 | 2928 | 2887 | 2889 |
|               | 2013 | 2014 | 2018 | 2021 | 2022 | 2023 | 2024 |

A 2011-es népszámlálás során a lakosok 84,1%-a magyarnak, 2,6% cigánynak, 0,8% németnek, 0,7% románnak mondta magát (15,8% nem nyilatkozott; a kettős identitások miatt a végösszeg nagyobb lehet 100%-nál). A vallási megoszlás a következő volt: római katolikus 40,3%, református 22,6%, evangélikus 0,9%, görögkatolikus 0,5%, felekezeten kívüli 10,9% (24,3% nem nyilatkozott).
2022-ben a lakosság 88%-a vallotta magát magyarnak, 1,2% cigánynak, 0,3% németnek, 0,3% románnak, 1,5% egyéb, nem hazai nemzetiségűnek (11,9% nem nyilatkozott; a kettős identitások miatt a végösszeg nagyobb lehet 100%-nál). Vallásuk szerint 26,9% volt római katolikus, 15,9% református, 0,5% görög katolikus, 0,4% evangélikus, 0,2% ortodox, 0,5% egyéb keresztény, 0,7% egyéb katolikus, 16,2% felekezeten kívüli (38,7% nem válaszolt).

## Nevezetességei
- Szent István király szobor[16]
- Református templom
- Katolikus templom[17]

## Ismert személyek
- Itt élt haláláig (2025.03.23.) Kadlott Károly szórakoztatózenei művész.

## Külső hivatkozások
- Tápiószőlős Önkormányzatának honlapja
- Tápiószőlős az utazom.com honlapján
- Hagyományőrzés rovat